# 奥尔克斯
奥尔克斯（法語：Orx，法語發音：[ɔʁks]）是法国朗德省的一个市镇，属于达克斯区。

## 地理
奥尔克斯（43°36'10"N, 1°22'13"W）面积11.89 平方千米，位于法国新阿基坦大区朗德省，该省份为法国西南部沿海省份，是法國本土面积第二大的省，北起吉倫特省，西临大西洋，南至大西洋比利牛斯省，东临热尔省，东北与洛特-加龍省接壤。
与奥尔克斯接壤的市镇（或旧市镇、城区）包括：贝内斯马雷讷、拉贝讷、圣安德烈德塞尼昂、索布里格。
奥尔克斯的时区为UTC+01:00、UTC+02:00（夏令时）。

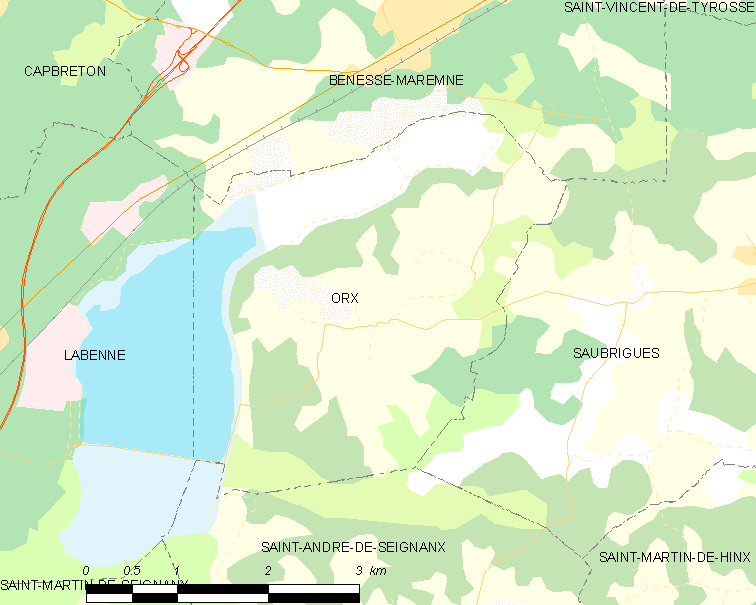
奥尔克斯的OSM定位图

## 行政
奥尔克斯的邮政编码为40230，INSEE市镇编码为40213。

## 政治
奥尔克斯所属的省级选区为蒂罗斯地区县。

## 人口

1962-2008年间奥尔克斯人口变化图示

奥尔克斯于2022年1月1日时的人口数量为650人。